# Osredak (gmina Stanari)
Osredak (cyr. Осредак) – wieś w Bośni i Hercegowinie, w Republice Serbskiej, w gminie Stanari. W 2013 roku liczyła 605 mieszkańców.